# SD Gundam G Generation World
SD Gundam G Generation World (SDガンダム ジージェネレーション ワールド?) es un videojuego de estrategia, específicamente de rol táctico, de la serie SD Gundam G Generation creado y publicado por Bandai Namco Games para la Wii y PlayStation Portable el 24 de febrero de 2011.

## Cambios
- Contiene partes de G Generation Spirits y Wars además de nuevos elementos.
- A las unidades importantes, que corre el riesgo de ser destruidas y fallar el escenario, se muestra el icono de advertencia para facilitar la visión.

## Mecanismo del juego
- En esta entrega, se utiliza la puntuación, que se convierte en el dinero cada vez que se completa el escenario.
- Si fallas el escenario, se puede reiniciar o continuar desde el último archivo que guardaste.
- Por lo general, se usa cuadros en vez de hexágonos para mover a los Mobile Suits (MS), Mobile Armors (MA), vehículos, naves y barcos.
- Para la captura de MS/MA enemigos, es necesario destruir su nave de transporte primero y solo es posible usando tus naves de transporte.
- Se permite el ataque con 2 o más unidades contra el enemigo, siempre y cuando estén dentro de su alcance y tengan potencia (PW).
- Incluye un generador de personajes, que permite crear varios pilotos MS/MA a voluntad del usuario y reclutarlos para su uso en naves de transporte, MS/MA, vehículo, nave o barco.
- Por cada enemigo destruido, la unidad y el personaje que controla obtiene EXP para subir de nivel. Esa unidad puede convertirse en otra si alcanza el req. de nivel.
- Si completa el desafío de cada "Generation Break" (vía "Challenge Trigger"), se puede atacar al MS/MA secreto.

## Series presentadas
- Mobile Suit Gundam
- Mobile Suit Gundam MS IGLOO
- Mobile Suit Gundam: The 08th MS Team
- Mobile Suit Gundam 0080: War in the Pocket
- Mobile Suit Gundam 0083: Stardust Memory
- Advance of Zeta: The Flag of the Titans
- Mobile Suit Zeta Gundam
- Gundam Sentinel
- Mobile Suit Gundam ZZ
- Mobile Suit Gundam: Char's Counterattack
- Mobile Suit Gundam Unicorn
- Mobile Suit Gundam: Hathaway's Flash
- Mobile Suit Gundam F90
- Mobile Suit Gundam Silhouette Formula 91
- Mobile Suit Gundam F91
- Mobile Suit Crossbone Gundam
- Mobile Suit Crossbone Gundam: Skullheart
- Mobile Suit Crossbone Gundam: Steel Seven
- Mobile Suit Victory Gundam
- Mobile Fighter G Gundam
- New Mobile Report Gundam Wing
- New Mobile Report Gundam Wing: Endless Waltz
- After War Gundam X
- Turn A Gundam
- Mobile Suit Gundam SEED
- Mobile Suit Gundam SEED ASTRAY
- Mobile Suit Gundam SEED X ASTRAY
- Mobile Suit Gundam SEED Destiny
- Mobile Suit Gundam SEED C.E.73 Stargazer
- Mobile Suit Gundam 00 (inclyue la película A Wakening of the Trailblazer)
- SD Gundam Sangokuden Breave Battle Warriors